# Duke of Norfolk

Wappen des Duke of Norfolk (seit 1660)

Duke of Norfolk (deutsch Herzog von Norfolk) ist ein britischer Adelstitel, der in der Peerage of England einmal als Life Peerage und dreimal als erblicher Titel verliehen wurde.
Der aktuelle Titel der dritten erblichen Verleihung von 1483 ist das älteste noch bestehende englische Dukedom. Der Titelinhaber ist der höchstrangige Duke Englands und damit der höchstrangige Adlige des gesamten Vereinigten Königreiches außerhalb der königlichen Familie. Bei der Krönung britischer Monarchen vertritt der Duke of Norfolk sämtliche Dukes bei der Huldigung. Er ist außerdem Earl Marshal, erblicher Marschall von England.

## Geschichte

Wappen von Thomas de Mowbray 1399

### Erste erbliche Verleihung und Life Peerage
Erstmals wurde der Titel am 29. September 1397 von König Richard II. für Thomas Mowbray, 1. Earl of Nottingham aus der Familie Mowbray geschaffen. Er war bereits am 12. Februar 1383 zum Earl of Nottingham erhoben worden und hatte bereits 1382 von seinem verstorbenen älteren Bruder die Titel 6. Baron Mowbray und 7. Baron Segrave geerbt.
Zugleich wurde am 29. September 1397 auch dessen Großmutter Margaret Plantagenet, 2. Countess of Norfolk auf Lebenszeit zur Duchess of Norfolk erhoben. Sie war eine Nichte Richards II. und hatte 1338 von ihrem Vater den Titel Countess of Norfolk geerbt. Als sie am 24. März 1399 starb, erlosch ihr Dukedom, ihren Earlstitel erbte ihr Enkel, der vorgenannte 1. Duke of Norfolk als 3. Earl of Norfolk.
Beim Sturz Richards II. musste der Duke ins Exil fliehen und starb am 22. September 1399 in Venedig. Das erste Parlament des neuen Königs Heinrich IV. erklärte die Verleihung des Dukedoms von 1397 am 6. Oktober 1399 für nichtig und hob den Titel auf, wodurch der älteste Sohn des Dukes, Thomas de Mowbray nur seine übrigen Titel als 4. Earl of Norfolk etc. erbte. Als dieser 1405 wegen der Beteiligung an einer Rebellion hingerichtet wurde, fielen die Titel an dessen jüngeren Bruder John Mowbray als 5. Earl of Norfolk. Dieser erwirkte, dass ihm 30. April 1425 der Titel als 2. Duke of Norfolk wiederhergestellt wurde. Sein Enkel, John Mowbray, war – bevor er 1461 seinen Vater als 4. Duke of Norfolk beerbte – am 24. März 1451 auch zum Earl of Surrey and Warenne erhoben worden. Bei seinem Tod am 17. Januar 1476 hinterließ er keine Söhne oder sonstige männliche Erben, so dass das Dukedom und die Earldom von Nottingham, Surrey und Warenne erloschen. Seine übrigen Titel fielen an seine einzige Tochter Anne Mowbray, 8. Countess of Norfolk.

### Zweite erbliche Verleihung
Anne Mowbray, 8. Countess of Norfolk, war eine reiche Erbin und wurde bereits im Alter von fünf Jahren mit dem vierjährigen zweitältesten Sohn König Edwards IV., Richard of Shrewsbury, 1. Duke of York, verheiratet. Letzterer war bereits am 28. Mai 1474 zum Duke of York erhoben worden und wurde am 7. Februar 1477 zum Duke of Norfolk und Earl of Warenne erhoben. König Richard III. ließ ihn 1483 festsetzen und vermutlich im Tower of London ermorden. Durch den Titulus Regius, einen Parlamentsbeschluss im Jahre 1484, wurde zudem Yorks Illegitimität erklärt.

### Dritte erbliche Verleihung

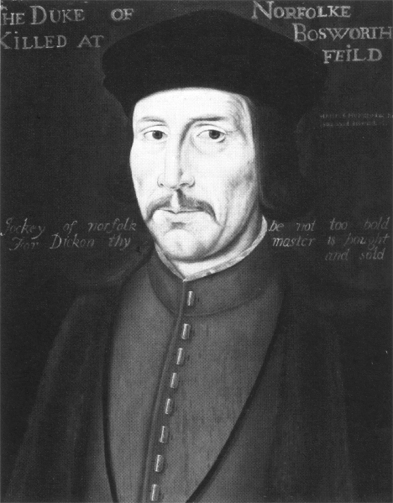
John Howard, 1. Duke of Norfolk

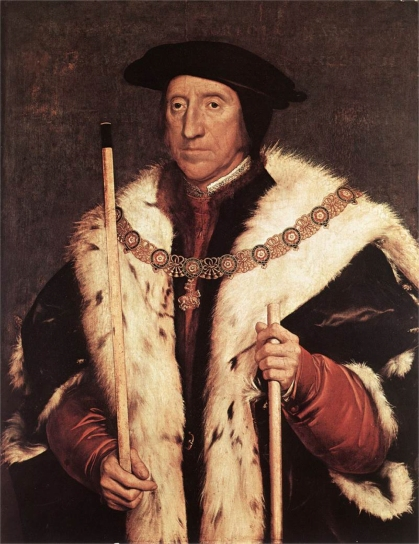
Thomas Howard, 3. Duke of Norfolk (von Holbein d. J.)

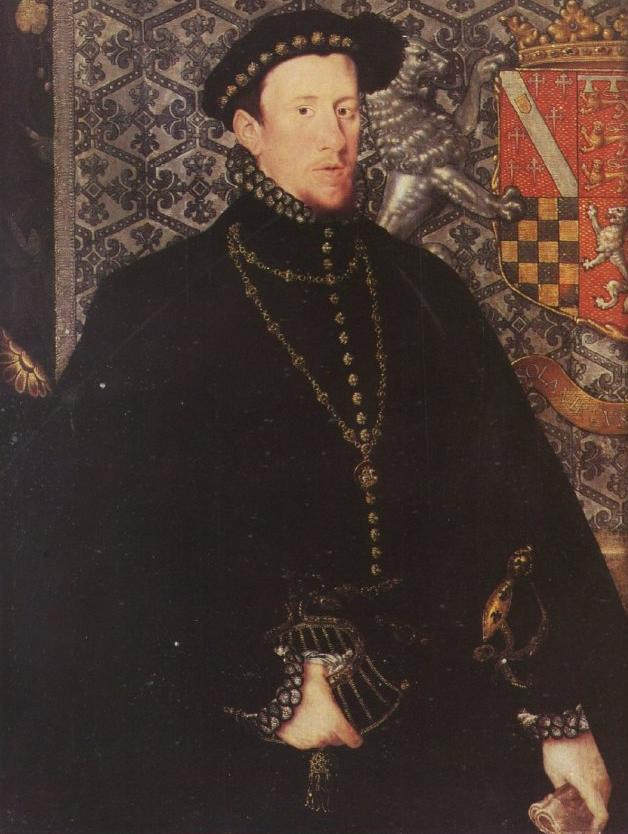
Thomas Howard, 4. Duke of Norfolk

Anstelle Yorks verlieh König Richard III. am 28. Juni 1483 den Duketitel an John Howard, 1. Baron Howard aus der Familie Howard. Dessen Mutter war Lady Margaret Mowbray, eine Tochter des 1. Dukes erster Verleihung. Howard war bereits am 15. Oktober 1470 der Titel Baron Howard verliehen worden, zusammen mit dem Dukedom wurde ihm auch als Earl Marshal das Erbamt des Marschalls von England verliehen. Im Laufe der Rosenkriege fiel er, ebenso wie Richard III., in der Schlacht von Bosworth am 22. August 1485. Der siegreiche neue König Heinrich VII. ließ ihn am 7. November 1485 wegen Hochverrats vom Parlament ächten (Bill of Attainder) und seine Titel aberkennen. Die Opposition zu den Königen, die Ächtungen der Howards und die spätere Wiederherstellung ihrer Titel sollten sich in den folgenden zwei Jahrhunderten stets wiederholen.
Howards Sohn, Thomas Howard, war am 28. Juni 1483 zum Earl of Surrey erhoben worden, wurde aber ebenso wie sein Vater am 7. November 1485 geächtet und verlor seine Titel. 1489 wurde er rehabilitiert und ihm zumindest der Titel des Earl of Surrey wiederhergestellt. Erst am 1. Februar 1514 erhielt er auch den Titel des Duke of Norfolk zurück.
Sein Sohn, Thomas Howard, 3. Duke of Norfolk, wurde am 28. Mai 1533 auch wieder als Earl Marshal of England eingesetzt. Als Onkel von Anne Boleyn und Catherine Howard zog er aber schließlich das Misstrauen von deren Ehemann, König Heinrich VIII., auf sich, wurde am 20. Januar 1547 wegen Hochverrats geächtet, und verlor wie sein Vater und sein Großvater alle seine Titel. Er entging seiner Hinrichtung nur durch den zwischenzeitlichen Tod des Königs und blieb eingekerkert, bis ihn 1554 Königin Maria I. wiederum rehabilitierte und seine Titel wiederherstellte.
Sein Enkel und Erbe, Thomas Howard, 4. Duke of Norfolk, unterstützte zwei Verschwörungen, um Königin Elisabeth I. durch die katholische Maria Stuart zu ersetzen, wurde aber verhaftet und am 16. Januar 1572 wegen Hochverrats geächtet, verlor ebenfalls alle seine Titel und wurde am 2. Juni 1572 hingerichtet. Seither gelten die bis heute streng katholischen Howards auch als die Speerspitze des englischen katholischen Adels. Seine Frau war Mary FitzAlan († 1557), die Letzte des Hauses FitzAlan, das mit dem Clan Stewart (und damit dem schottischen Königshaus Stuart) eines Stammes war. Infolge dieser Heirat ging 1580 der Titel Earl of Arundel sowie der Besitz Arundel Castle von den erloschenen FitzAlans an die Howards über, genauso wie beides bereits 1243 durch Heirat von den Aubigny an die FitzAlan übergegangen war. Die 1067 errichtete Holzburg auf einem steilen Mottenhügel, seither immer wieder erneuert und in ihrer Vorburg zum Schloss erweitert, wurde von 1102 bis heute durchgehend weitervererbt und ist noch immer Sitz der Herzöge von Norfolk. Um die Erinnerung an die ursprünglichen Herren von Arundel aufrechtzuerhalten, änderte im 19. Jahrhundert der 14. Duke den Familiennamen der herzoglichen Linie Norfolk in Fitzalan-Howard um.
Das Dukedom wurde erst am 29. Dezember 1660 für den Ururenkel des 4. Duke wiederhergestellt, als Thomas Howard, 23. Earl of Arundel zum 5. Duke of Norfolk wurde. König Karl II. aus dem Hause Stuart vollzog die Wiederherstellung des Dukedom auf einstimmigen Antrag des House of Lords. Der 5. Duke trug ferner die Titel: 23. Earl of Arundel, 6. Earl of Surrey, 3. Earl of Norfolk, 16. Baron Mowbray, 17. Baron Segrave, 14. Baron Furnivall, 18. Baron Strange of Blackmere, 16. Baron Talbot, 13. Baron Maltravers und 3. Baron FitzAlan, Clun and Oswaldestre Dessen Bruder und Erbe Henry Howard, 6. Duke of Norfolk wurde am 27. März 1669 auch zum Baron Howard of Castle Rising sowie am 19. Oktober 1672 auch zum Earl of Norwich und Earl Marshal of England erhoben. Beim Tod seines Enkels, des 9. Dukes of Norfolk, 1777 erloschen die Titel Earl of Norwich und Baron Howard of Castle Rising; die Baronien Mowbray, Segrave, Talbot, Strange of Blackmere und Furnivall fielen in Abeyance zwischen den beiden Töchtern seines Bruders Philip Howard (1688–1750); das Dukedom of Norfolk, die Earldoms of Arundel, Surrey, Norfolk und Marshal und die Baronien Maltravers und FitzAlan, Clun and Oswaldestre fielen an seinen Urgroßneffen als 10. Duke.
1842 ergänzte der 14. Duke seinen Familiennamen Howard mit königlicher Erlaubnis zu Fitzalan-Howard. Bevor der spätere 17. Duke, Miles Fitzalan-Howard das Dukedom und die nachgeordneten Titel 1975 von seinem Onkel vierten Grades erbte, hatte er bereits 1971 von seiner Mutter den Titel 12. Baron Beaumont und 1972 von seinem Vater den Titel 4. Baron Howard of Glossop geerbt.
 Heutiger Titelinhaber ist seit 2002 sein Sohn Edward Fitzalan-Howard, 18. Duke of Norfolk.
Alle vorgenannten Titel gehören zur Peerage of England mit Ausnahme der Baronie Howard of Glossop, die zur Peerage of the United Kingdom gehört. Der Heir Apparent des Dukes führt den Höflichkeitstitel Earl of Arundel (and Surrey), dessen Heir Apparent denjenigen des Baron Maltravers.

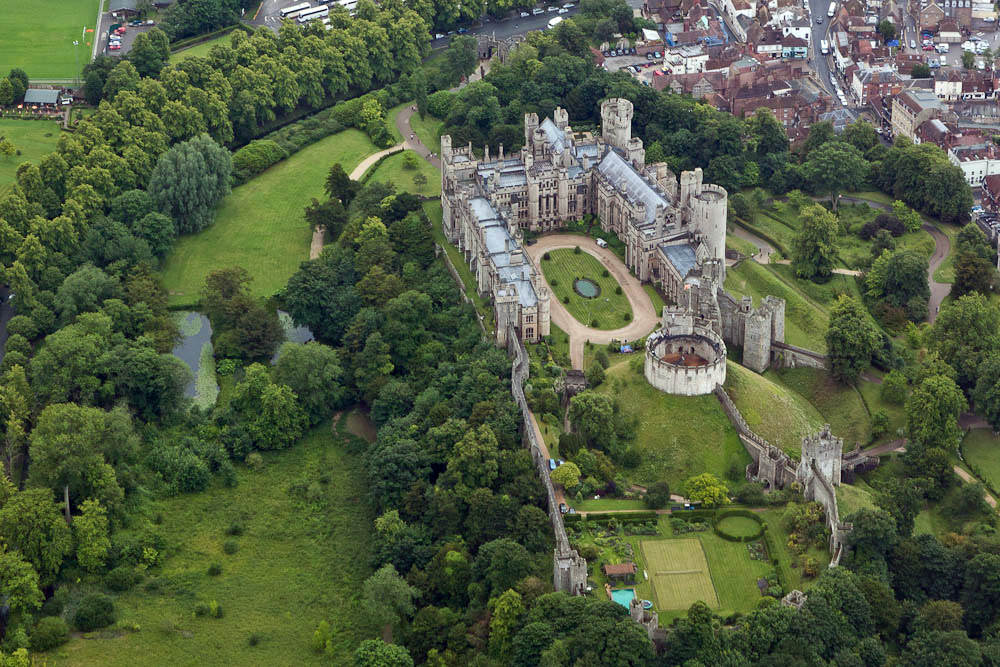
Arundel Castle

Der Familiensitz der Dukes of Norfolk ist seit 1660 Arundel Castle in West Sussex. Daneben bewohnen sie Carlton Towers in Yorkshire. Die Schlösser bzw. Burgen Framlingham Castle, Bungay Castle und Clun Castle sind zumindest in Teilen nur noch Ruinen. Soweit noch einzelne Gebäude vorhanden sind, werden sie nicht mehr regelmäßig von den Dukes bewohnt.

## Liste der Dukes of Norfolk

### Duchess of Norfolk (Life Peerage, 1397)
- Margaret Brotherton, Duchess of Norfolk (um 1320–1399)

### Duke of Norfolk, erste Verleihung (1397)
- Thomas Mowbray, 1. Duke of Norfolk (1366–1399) (Titel aberkannt 1399)
- John Mowbray, 2. Duke of Norfolk (1392–1432) (Titel wiederhergestellt 1425)
- John Mowbray, 3. Duke of Norfolk (1415–1461)
- John Mowbray, 4. Duke of Norfolk (1444–1476)

### Duke of Norfolk, zweite Verleihung (1481)
- Richard of Shrewsbury, 1. Duke of York, 1. Duke of Norfolk (1473–1483)

### Duke of Norfolk, dritte Verleihung (1483)
- John Howard, 1. Duke of Norfolk (1430–1485) (Titel verwirkt 1485)
- Thomas Howard, 2. Duke of Norfolk (1443–1524) (Titel wiederhergestellt 1514)
- Thomas Howard, 3. Duke of Norfolk (1473–1554) (Titel verwirkt 1547, wiederhergestellt 1553)
- Thomas Howard, 4. Duke of Norfolk (1538–1572) (Titel verwirkt 1572)
- Thomas Howard, 5. Duke of Norfolk (1627–1677) (Titel wiederhergestellt 1660)
- Henry Howard, 6. Duke of Norfolk (1628–1684)
- Henry Howard, 7. Duke of Norfolk (1655–1701)
- Thomas Howard, 8. Duke of Norfolk (1683–1732)
- Edward Howard, 9. Duke of Norfolk (1685–1777)
- Charles Howard, 10. Duke of Norfolk (1720–1786)
- Charles Howard, 11. Duke of Norfolk (1746–1815)
- Bernard Howard, 12. Duke of Norfolk (1765–1842)
- Henry Howard, 13. Duke of Norfolk (1791–1856)
- Henry Fitzalan-Howard, 14. Duke of Norfolk (1815–1860)

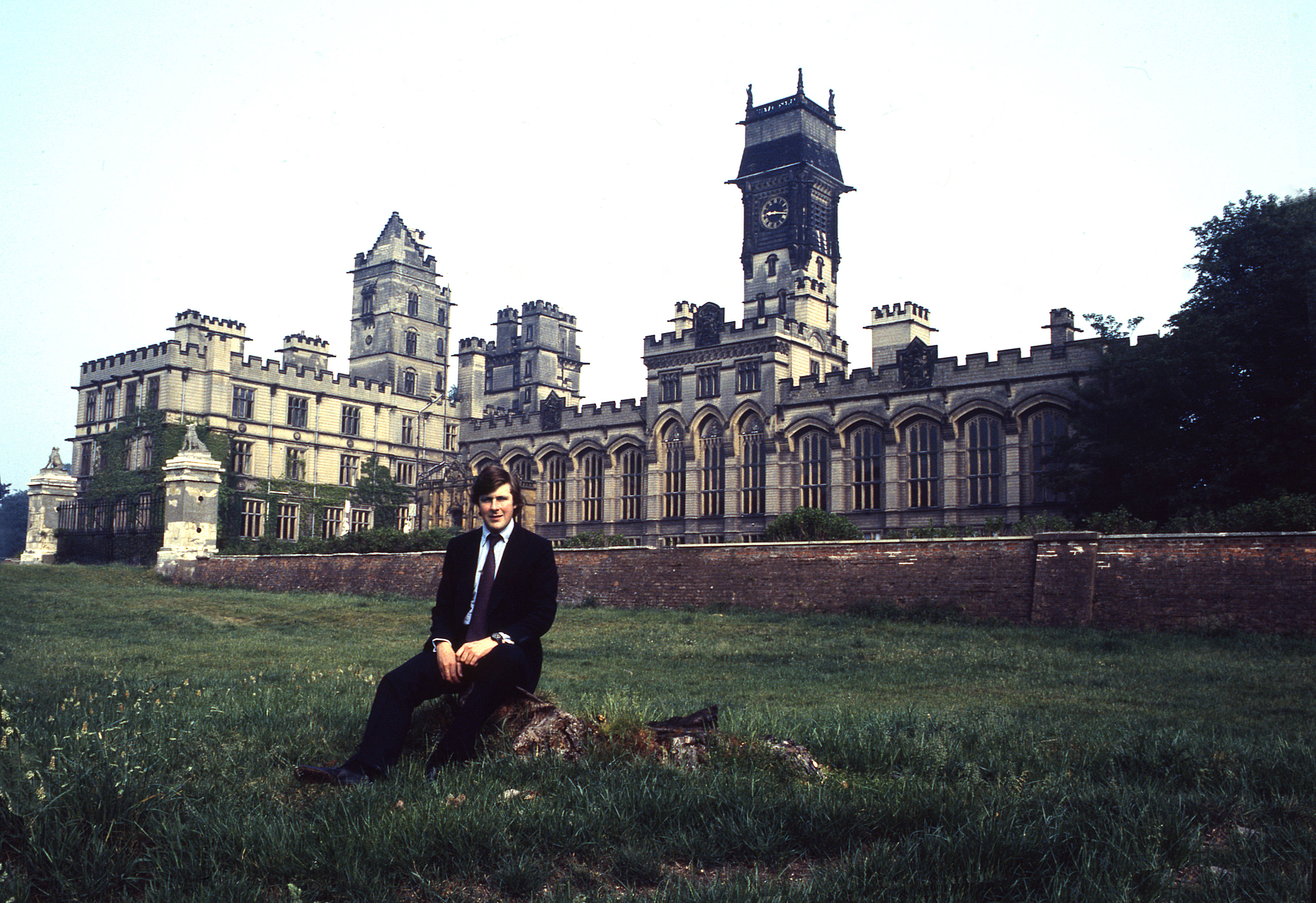
Edward Fitzalan-Howard, 18. Duke of Norfolk vor Carlton Towers (1981)

- Edward Fitzalan-Howard, 18. Duke of Norfolk vor Carlton Towers (1981)Henry Fitzalan-Howard, 15. Duke of Norfolk (1847–1917)
- Bernard Fitzalan-Howard, 16. Duke of Norfolk (1908–1975)
- Miles Fitzalan-Howard, 17. Duke of Norfolk (1915–2002)
- Edward Fitzalan-Howard, 18. Duke of Norfolk (* 1956)

Titelerbe ist der Sohn des aktuellen Titelinhabers, Henry Miles Fitzalan-Howard, Earl of Arundel and Surrey (* 1987).

## Musik
John Playford (1623–1686) publizierte 1651 in der ersten Ausgabe seiner Sammlung „English Dancing Master“ und später in „Division Violist“ (1685) eine populäre Melodie, die neben dem Titel „Paul's Steeple“ auch „Duke of Norfolk“ genannt wurde. Über den alternativen Titel „Duke of Norfolk“ schrieb die Forscherin Anne Gilchrist:
As „The Duke of Norfolk“ a custom-song survived in parts of Suffolk till at least the middle of the nineteenth century a harvest suppers. One of the company, as the Duke of Norfolk, crowned with a cushion, received the homage of the rest, being presented with a jug of ale by a kneeling servitor; and he must drink off the ale without spilling it or letting the cushion fall.  The editor of the Suffolk Garland (1818) refers the mock ceremony to the homage formerly paid to the Lords of Norfolk, the possessors of immense domains in the country. The song belonging to the ceremony was in dialogue form:
I am the Duke of Norfolk, / Newly come to Suffolk, / Say, shall I be attended, or no, no, no? / "Good Duke be not offended, / And you shall be attended, / And you shall be attended, now, now, now.
(„Als The Duke of Norfolk überlebte ein Brauchtumslied in Teilen von Suffolk bis mindestens zur Mitte des 19. Jahrhunderts zu Erntedankfeiern. Einer aus der Gesellschaft empfing als Herzog von Norfolk, gekrönt mit einem Kissen, die Huldigung der anderen, indem ihm von einem knienden Diener ein Krug Bier überreicht wurde; er musste das Bier austrinken, ohne es zu verschütten oder das Kissen fallen zu lassen. Der Herausgeber des Suffolk Garland (1818) bezieht sich bei dieser Scheinzeremonie auf die Huldigung, die früher den Lords of Norfolk, den Besitzern großer Ländereien, erwiesen wurde.“)
Neuere Einspielungen in Fassungen für Blockflöte als Hauptinstrument stammen von Dorothee Oberlinger und Hanneke van Proosdij.